# Acanthodactylus harranensis
Espèce
Statut de conservation UICN

 CR B1ab(iii,v)+2ab(iii,v) : 
En danger critique
Acanthodactylus harranensis est une espèce de sauriens de la famille des Lacertidae.

## Répartition
Cette espèce est endémique du Sud-Est de la Turquie.

## Description
Ce lézard est trapu, avec une queue atteignant 1,5 fois la longueur du corps. Il présente des bandes longitudinales irrégulières sombres et claires, ou des taches irrégulières chez les juvéniles.
Il vit dans des zones plutôt arides et rocheuses.

## Étymologie
Son nom d'espèce, composé de harran et du suffixe latin -ensis, « qui vit dans, qui habite », lui a été donné en référence au lieu de sa découverte, l'ancienne ville d'Harran.

## Publication originale
- Baran, Kumlutas, Lanza, Sindaco, Ilgaz, Avci & Crucitti, 2005 : Acanthodactylus harranensis, A New Species of Lizard from Southeastern Turkey (Reptilia: Sauria: Lacertidae). Bolletino Museo Regionale di Scienze Naturali, Torino vol. 23, n. 1, p. 323-341 (texte intégral)